# Su×bad - Tre menti sopra il pelo
Su×bad - Tre menti sopra il pelo (Superbad) è un film del 2007 diretto da Greg Mottola. Scritto da Seth Rogen e Evan Goldberg, il film vede protagonisti Jonah Hill, Michael Cera e Christopher Mintz-Plasse nel ruolo di tre adolescenti che tentano di perdere la verginità prima della fine delle scuole superiori. Il film è stato fin da subito un successo e col tempo è diventato un vero e proprio cult, tanto da rientrare tra i 500 migliori film della storia secondo Empire.

## Trama
Gli amici d'infanzia Seth ed Evan, giunti all'ultimo anno di superiori, si preparano a dirsi addio dopo la fine della scuola: i due infatti andranno in università diverse, visto che Seth non è stato accettato in quella di Evan, a differenza di un altro amico, l'imbranato Fogell. Quest'ultimo si è appena fatto una patente falsa per sembrare maggiorenne, cosa che torna utile al gruppo quando la bella e popolare Jules chiede a Seth di comprare i superalcolici per una festa che terrà a casa sua. Seth la vede come l'ultima occasione di perdere la verginità prima dell'università, sentendo di avere una possibilità con Jules se questa si ubriacherà. Evan spera invece di riuscire a superare la propria timidezza con l'alcool e dichiararsi a Becca, la ragazza di cui è innamorato, ricambiato.
Nonostante la credibilità pressoché nulla della patente di Fogell, l'acquisto degli alcolici sembra andare a buon fine, finché nel minimarket non avviene una rapina: vedendo la polizia sul posto, Seth e Evan credono che sia lì per Fogell e scappano via. In realtà, quest'ultimo viene solo brevemente interrogato da due agenti di polizia immaturi, che lo prendono in simpatia e lo portano con loro in un turno serale di pattuglia all'insegna dell'alcolismo e del vandalismo gratuito. Nel frattempo, Seth ricatta un automobilista che lo ha investito per ottenere gli alcolici promessi a Jules e finisce per litigare con Evan spinto dalla gelosia, accusandolo di aver tradito la loro amicizia scegliendo un'università al di fuori della sua portata.
Ricongiuntisi con Fogell, i due arrivano alla festa. Lì, Evan scopre che nell'attesa Becca ha bevuto molto e vuole fare sesso con lui: non volendo approfittarsi di una ragazza ubriaca, Evan cerca di ubriacarsi anche lui, ma al momento cruciale decide comunque di respingerla, a disagio. Dopo aver bevuto, Seth prova a baciare Jules, ma questa lo rifiuta perché è astemia e crede che lui sia troppo ubriaco per ragionare lucidamente. I poliziotti conosciuti da Fogell interrompono la festa per disturbo della quiete, rovinando involontariamente l'occasione del loro pupillo di perdere la verginità. Dispiaciuti, gli rivelano di essere sempre stati a conoscenza della sua età e che il loro era solo un tentativo di dimostrargli che sapevano ancora divertirsi: per farsi perdonare, fingono di arrestarlo per farlo sembrare un duro con gli altri. Nel frattempo, Seth riporta a casa Evan e si riappacifica con lui.
Il mattino dopo, i due incontrano Jules e Becca al centro commerciale e si allontanano ognuno con una delle ragazze, lanciandosi un tacito cenno d'addio.

## Produzione
Seth Rogen e Evan Goldberg, amici d'infanzia, hanno scritto la prima bozza della storia all'età di 13 anni: hanno poi finito di scrivere la sceneggiatura durante le scuole superiori, attingendo anche a proprie esperienze adolescenziali. Dopo l'uscita di American Pie nel 1999, Rogen e Goldberg si sono sentiti inizialmente battuti sul tempo da un altro film simile al loro, per poi rendersi conto che questo «era riuscito a evitare completamente qualsiasi rapporto sincero tra i personaggi, che [invece] era quello che noi volevamo fare». Tra il completamento della sceneggiatura e l'inizio della produzione sono passati diversi anni, al punto che Rogen, che originariamente doveva interpretare Seth, era ormai diventato troppo vecchio per la parte, che quindi è andata a Jonah Hill.
Le riprese del film si sono tenute principalmente a Los Angeles e a Culver City, in California. Christopher Mintz-Plasse aveva 17 anni all'epoca delle riprese e, di conseguenza, sua madre ha dovuto essere presente sul set durante la sua scena di sesso.

## Accoglienza

### Incassi
Il film è stato un notevole successo commerciale, incassando 121,5 milioni di dollari in patria e 48,4 milioni nel resto del mondo, per un totale di 169,9 milioni di dollari a fronte di un budget di 20 milioni.
Negli Stati Uniti, il film si è mantenuto al primo posto della classifica dei maggiori incassi settimanali per due settimane, incassando 33,1 milioni nel suo primo weekend di programmazione e 18 nel secondo.

### Critica
Il film è stato accolto favorevolmente dalla critica: su Rotten Tomatoes ha una percentuale di gradimento pari all'88%, basato su 209 recensioni e un voto medio del 7,45/10. Su Metacritic, ha un punteggio di 76 su 100 basato su 36 recensioni professionali.
Nel 2008, la rivista britannica Empire lo ha inserito al 487º posto nella propria lista dei 500 migliori film di sempre.

## Riconoscimenti
- 2008 - Critics' Choice Movie Awards
  - Candidatura per il miglior film commedia
  - Candidatura per il miglior giovane interprete a Michael Cera
- 2007 - Boston Society of Film Critics Awards
  - Candidatura per il miglior cast
- 2007 - Chicago Film Critics Association Awards
  - Interprete più promettente a Michael Cera
- 2008 - Empire Awards
  - Candidatura per la miglior commedia
- 2008 - MTV Movie Awards
  - Candidatura per il miglior film
  - Candidatura per la miglior performance rivelazione a Michael Cera
  - Candidatura per la miglior performance comica a Jonah Hill
  - Candidatura per la miglior performance rivelazione a Jonah Hill
  - Candidatura per la miglior performance rivelazione a Christopher Mintz-Plasse
- 2007 - St. Louis Film Critics Association Awards
  - Candidatura per la migliore commedia
- 2008 - Teen Choice Awards
  - Candidatura per il miglior film commedia
  - Candidatura per il miglior attore in un film commedia a Michael Cera
  - Candidatura per il miglior attore in un film commedia a Jonah Hill
  - Candidatura per il miglior attore rivelazione a Michael Cera